# كارسل
كارسل (بالفرنسية: Carcel)‏ هي وحدة قياس فرنسية سابقة لقياس شدة الضوء. تم تعريف هذه الوحدة عام 1860 على أنها شدة مصباح كارسل [الإنجليزية] بالأبعاد القياسية للموقد والمدخنة، والتي تتم عبر إحراق زيت السلجم (التي يتم الحصول عليها من بذور نبات براسيكا كامبيسترس) بمعدل 42 غرام في الساعة مع شعلة يبلغ ارتفاعها 40 ملم.
في المصطلحات الحديثة واحد كارسل يساوي حوالي 9.74 قنديلة.